# エナジーライガー
エナジーライガー（energy liger）は、トミー（現タカラトミー）が展開する『ゾイド』シリーズに登場する架空の兵器。

## 概要
『ゾイド』第2期シリーズ（1999～2006年）から登場。玩具製品をはじめ各種メディアミックスで登場した。
2003年当時にトミーに置かれていた北米向け開発チームによって企画された製品で、同市場での先行販売が行われた。雑誌のインタビューにおいては、製作には第一期シリーズ（1983～1990年）に携わったスタッフが参加していたという。

## 設定解説
| エナジーライガー ENERGY LIGER | エナジーライガー ENERGY LIGER |
| ----------------------------- | --- |
| 番号                          | EZ-072 |
| 所属                          | ネオゼネバス帝国 |
| 分類                          | ライオン型 |
| 全長                          | 28m |
| 全高                          | 12m |
| 重量                          | 160t |
| 最高速度                      | 660km/h |
| 乗員人数                      | 1名 |
| 主な搭乗者                    | ヴォルフ・ムーロア（バトルストーリー） |
| 武装                          | エナジーチャージャー エナジーウイング×2 グングニルホーン 2連装チャージャーキャノン AZエクスブレード チャージャーガトリング エナジークロー×4 |

『ゾイドバトルストーリー』におけるエナジーライガー
ネオゼネバス帝国軍によって開発されたライオン型ゾイド。開発経緯は セイスモサウルスが苦手とする格闘戦を護衛用のキメラブロックスがサポートする形で運用していたものの、凱龍輝の登場によってより強力な護衛用ゾイドが必要とされたことから開発されたとするもの、ネオゼネバス帝国皇帝およびその親衛隊に配属されることを念頭に作られていたとするものが存在する。
ライガーゼロイクスの流れを汲み、ライガーゼロと同型の野生体ライオン型ゾイドのゾイド核がさらなる外部出力にも耐えられると判断した技術部が、最新型の動力機関を搭載させて完成させた。そのため、ライオン型ゾイドとしては大型かつ重武装な機体となっている。
エナジーチャージャーによって得られたエネルギーによって高い機動性と強力な兵装を持ち、低空域での地形適正をも持つ。近接戦闘ではほぼ無敵を誇る機体である。
『ゾイドフューザーズ』におけるエナジーライガー
リヒタースケールによるゾイド開発計画「オペレーション・ジェネシス」の一環として開発されたゾイドで、作中ではピアーズ博士によってコントロールされた個体が登場する。詳細は#エナジーライガーPSを参照。

### 武装・装備
エナジーチャージャー
背部に装備された動力機関。惑星Ziの大気中に漂うタキオン粒子を吸収・蓄積し、体内を超高速循環させることで膨大なエネルギーを生み出す第二の動力であり、これとゾイドコアという二つの動力を得たことで、陸戦ゾイドの次元を越えた最高速度660km/hを叩き出すことが可能となった。トップスピードが高いだけでなく、旋回能力ではライガーゼロフェニックスの2倍、さらには加速力も初速で600km/hを越える。従来の高速ゾイドをレシプロ機とするなら、エナジーライガーはジェット機に相当すると評される。
ただし、エナジーチャージャーはまだ試作段階のシステムであるために、最大出力での稼働時間は5分～10分と極めて短い。
エナジーウイング
背部に装備される。エナジーチャージャーが発した熱エネルギーをこの翼状ブレードに蓄積し、放出しながら斬りつける「ウィングスラッシュ」はブレードライガーのレーザーブレードを超える攻撃力を持つ。
グングニルホーン
頭部に装備。
AZエクスブレード
頭部に装備。ブレード部には古代ゾイド文字で「超高硬度」を意味する刻印が彫られている。
2連装チャージャーキャノン
脚部に装備されたビーム砲。循環させたタキオン粒子のエネルギーによって加速させたビームを発射する。
エナジーチャージャーによってビーム兵装の威力は通常ゾイドを大きく凌駕し、デススティンガーと同等の戦力評価値を持つ。
チャージャーガトリング
脚部に装備された、タキオン粒子のエネルギーを用いたビーム兵装。
エナジークロー
四肢に装備される。重レーザークローであり、一撃でゼロフェニックスのアーマーを破壊するほどの威力を発揮する。

## キット
本機では初めて電動モーターだけでなくエアポンプによる駆動ギミックを採用している。通常の電動歩行での連動ギミックは四肢の歩行、口の開閉など。エアポンプによるギミックは後頭部のポンプ部分から伸びるチューブを両脇の武装のコネクタに連結させることで両武装の連動ギミックが稼動し、チューブを背中のもう一方のコネクタに繋ぐとウィングの展開ギミックが稼動する。専用の台座が付属している。
EZ-72 エナジーライガー
2003年12月発売。カラーリングは赤を基調としたもの
FZ-15 エナジーライガー
2004年11月発売。黒を基調としたカラーリングになっている。ジェットファルコンとの接続を可能とするパーツが付属しており、ジェットファルコンのボディ部をエナジーライガー背部に合体させることが可能となっている。合体時にはエナジーライガーのエアーアクションギミックによりジェットファルコン側のエアーポンプが連動する。

## 作中での活躍

### バトルストーリー
ZAC2107年、キマイラ要塞の戦いにおいてにて共和国軍の追撃からセイスモサウルスを守るために出撃し、圧倒的な速度と打撃力で3機のライガーゼロフェニックスを瞬く間に撃破。その後はセイスモサウルスと共に撤退し、キマイラ要塞は陥落したが、その恐るべき性能を目の当たりにした共和国軍を戦慄させた。
ZAC2108年10月、ウィルソン川での戦いでは上陸したレオゲーター数機を撃破する戦果を挙げた。
ZAC2109年春、共和国首都での決戦では複数機が首都防衛戦に参加。さらに皇帝ヴォルフ･ムーロアの駆る皇帝仕様エナジーライガー（エナジーチャージャーの改良によって稼働時間が倍以上になっている）が、レイのライガーゼロフェニックスを追い詰めるも、空から舞い降りたジェットファルコンと合体した、ライガーゼロファルコンにゾイドコアを貫かれて撃破される。しかしエナジーチャージャーは活動を停止せずに暴走を引き起こし、あわや大爆発の危機に陥る。最終的にはそれを察知したレイ・グレックのライガーゼロファルコンがそこに接近し、エナジーライガーのエネルギー供給パイプをゼロファルコン側に接続した後エネルギーを天に向かって放出した。

## バリエーション

### エナジーファルコン
元々、ジェットファルコンはエナジーライガー用に開発されたゾイドである。そのため、ジェットファルコンにはエナジーライガーとの合体回路が存在する。仮に2機が合体した場合、計算上の戦闘力は第2期シリーズ時点での現行ゾイドを凌駕するとされる。
ジェットファルコンは共和国に渡ったため、バトルストーリー中での合体は行われなかった。
この呼称は『FZ-015 エナジーライガー』パッケージ掲載時によるもの。

### エナジーストーム
| エナジーストーム | エナジーストーム |
| ---------------- | ---------------- |
| 所属             | ネオゼネバス帝国 |
| 分類             | ライオン型       |

エナジーライガーにレーザーストームとシザーストームを合体させた形態。正面の敵を一斉に掃討する能力を持つ。
作中の活躍
ZAC2107年のキマイラ要塞都市攻略戦で活躍。

### スティルエナジー
| スティルエナジー | スティルエナジー |
| ---------------- | ---------------- |
| 所属             | ネオゼネバス帝国 |
| 分類             | ライオン型       |

エナジーライガーにスティルアーマーの装甲や武器を合体させた形態。エナジーチャージャーを装甲によって防御することを目的としている。

### エナジーライガーPS
| エナジーライガーPS | エナジーライガーPS |
| ------------------ | --- |
| 番号               | FZ-015（フューザーズ） |
| 所属               | リヒタースケール |
| 分類               | ライオン型 |
| 全長               | 28m |
| 全高               | 12m |
| 重量               | 160t |
| 最高速度           | 660km/h |
| 乗員人数           | 1名 |
| 主な搭乗者         | ピアーズ（フューザーズ） |
| 武装               | エナジーチャージャー エナジーウイング×2 グングニルホーン 2連装チャージャーキャノン AZエクスブレード チャージャーガトリング エナジークロー×4 |

アニメ『ゾイドフューザーズ』に登場。リヒタースケールのピアーズ博士が、世界制圧用ゾイド開発計画“オペレーション・ジェネシス”の一環としてライガーゼロのデータをベースにエナジーシステムを導入し開発した機体。エナジーシステムにより他の実験体をはるかに上回る出力を叩き出したが、時折制御不能となる致命的な欠陥が発見された。頭部のグングニルホーンから電撃を放ち、三角形のEシールド（トライホーンシールド）を発生させることも可能。
この呼称はゲーム『ゾイドVS.III』登場時のものであり、キットやアニメーション作中ではエナジーライガーと呼称される。キットパッケージのバリエーションとしてジェットファルコンとの合体形態「エナジーファルコン」が正式に設定されている（エナジーファルコンはアニメ未登場）。
作中の活躍
『ゾイドフューザーズ』第13話から謎のゾイドとして何度もRDやブレードたちの前に現れる。初登場時は圧倒的なパワーでバスターフューラーとマトリクスドラゴンを一撃で破壊した。その後も、マッハストームの面々に群がるウネンラギアの大群を駆逐したり、キメラゾイドを一掃したりとマッハストームを助け、しかし時には襲いかかってくる、謎の行動を繰り返す。RDはこのエナジーライガーこそ、自分が探していた伝説のゾイドかもしれないと思っていた。
第24話ではピアーズの乗るレイコングとユニゾン、エナジーレイライガーとなり、エナジーの優秀さを証明するためにライガーゼロファルコンと凱龍輝を葬ろうとする。その強大な性能で両機を追い詰めるも、光り輝くライガーゼロファルコンに攻撃が弾かれ、ストライクレーザーランスを受けて大破した。

### エナジーレイライガー
| エナジーレイライガー | エナジーレイライガー     |
| -------------------- | ------------------------ |
| 所属                 | リヒタースケール         |
| 分類                 | ライオン型               |
| 全長                 | 28m                      |
| 重量                 | 184t                     |
| 最高速度             | 540km/h                  |
| 主な搭乗者           | ピアーズ（フューザーズ） |

レイコングとエナジーライガーがユニゾンした形態。背部からレイコングの腕が生えている姿となる。主な追加装備はミサイルランチャー。エナジーライガーの飛行能力は引き継いでいる。
作中においては、ユニゾンしているレイコングの胴体部分がエナジーライガーのエナジーチャージャーと同じ発光を起こし、第3のエナジーチャージャーとして機能しているような描写がある。
エナジーライガーには時折制御不能となる欠陥が発見されたため、ピアーズは暴走するエナジーライガーを制御すべく、サブコントロールユニットとしてレイコングを作り出し、エナジーライガーのバトルデータを収集し続け、ユニゾンによりエナジーレイライガーとなることでエナジーライガーの完全制御は成功した。
ゼロファルコン&凱龍輝戦では、エナジーシステムをほぼ常時フル稼働させて戦闘を行っていた。